# جون مارشال (موسيقي)
جون مارشال (بالإنجليزية: John Marshall)‏ هو موسيقي وعازف قيثارة أمريكي، ولد في 4 يناير 1962.

## وصلات خارجية
- الموقع الرسمي